# Guan (instrument)
El guan (Xinès: 管
; pinyin: guǎn; literalment: ""cornamusa" o "tub"") és un instrument (xinès) aeròfon de llengüeta doble La versió del nord de la Xina s'anomena guanzi (管子) o bili (tradicional: 篳篥; simplificat: 筚篥) i la versió cantonesa és houguan (喉管). Està classificat com a instrument de bambú en el sistema Ba Yin (classificació antiga d'instruments xinesos). A diferència d'altres instruments aeròfons de llengüeta doble que solen tenir trepants cònics, com el suona xinès o l'oboè occidental, el guan en té un de cilíndric, aportant un so distintiu i dolç, però igualment de timbre penetrant.

## Història

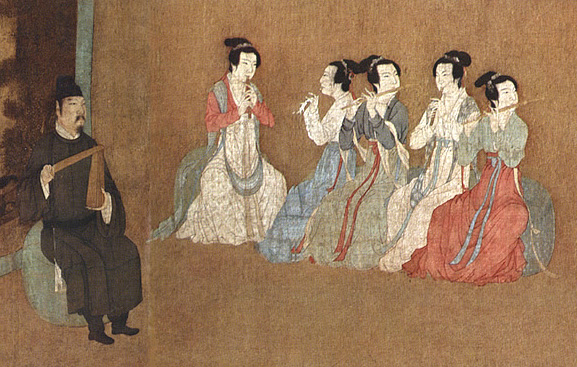
Detall de pintura de la Dinastia Song del on apareixen tres intèrprets de guan i dos de dizi (flauta travessera) jugadors, acompanyats d'un paiban (batall de fusta), actuant a la casa de Han Xizai, un ministre de l'emperador de la Dinastia Song Li Houzhu

La primera vegada que s'esmenta la paraula guan pot ser que es remunti als registres de la Dinastia Zhou, on hi ha referències de flautes de bambú com les xiao o paixiao. El primer instrument de doble llengüeta que apareix tardanament a la Dinastia Zhou és anomenat hujia (胡笳; literalment "flauta de canya dels Hu") perquè haguessin estat ells els que la van introduir a la regió del nord-oest de la Xina. Durant aquell temps, el hujia va ser utilitzat com a instrument principalment militar per a generar senyals, i és descrit a la poesia poesia xinesa primerenca com "raucous" i "bàrbar".
El guan va ser desenvolupat després del hujia a la Dinastia Tang, com a efecte del resorgiment de la música, la cultura i l'art, influenciats pel comerç de la ruta de la seda. Com el hujia, va ser probablement adoptat pels nòmades anomenats Hu, i esdevingué un instrument important a la cort i a la música ritual. Durant la Dinastia Tang, el guan, com molts altres instruments va ser introduït als pobles i països veïns, on trobem descendents del guan (anomenat piri a Corea i hichiriki al Japó) i que encara avui és utilitzat.
Tanmateix, a les dinasties subsegüents el guan va caure en desús a les corts, però esdevingué popular en els conjunts de música folk. Té una part important la combinació d'aeròfon-percussió (chuida o guchui) a les festes tradicionals. A l'orquestra de l'òpera de Pequín, el guan sol aparèixer en escenes militars juntament amb el suona i altres instruments de percussió.

## Construcció

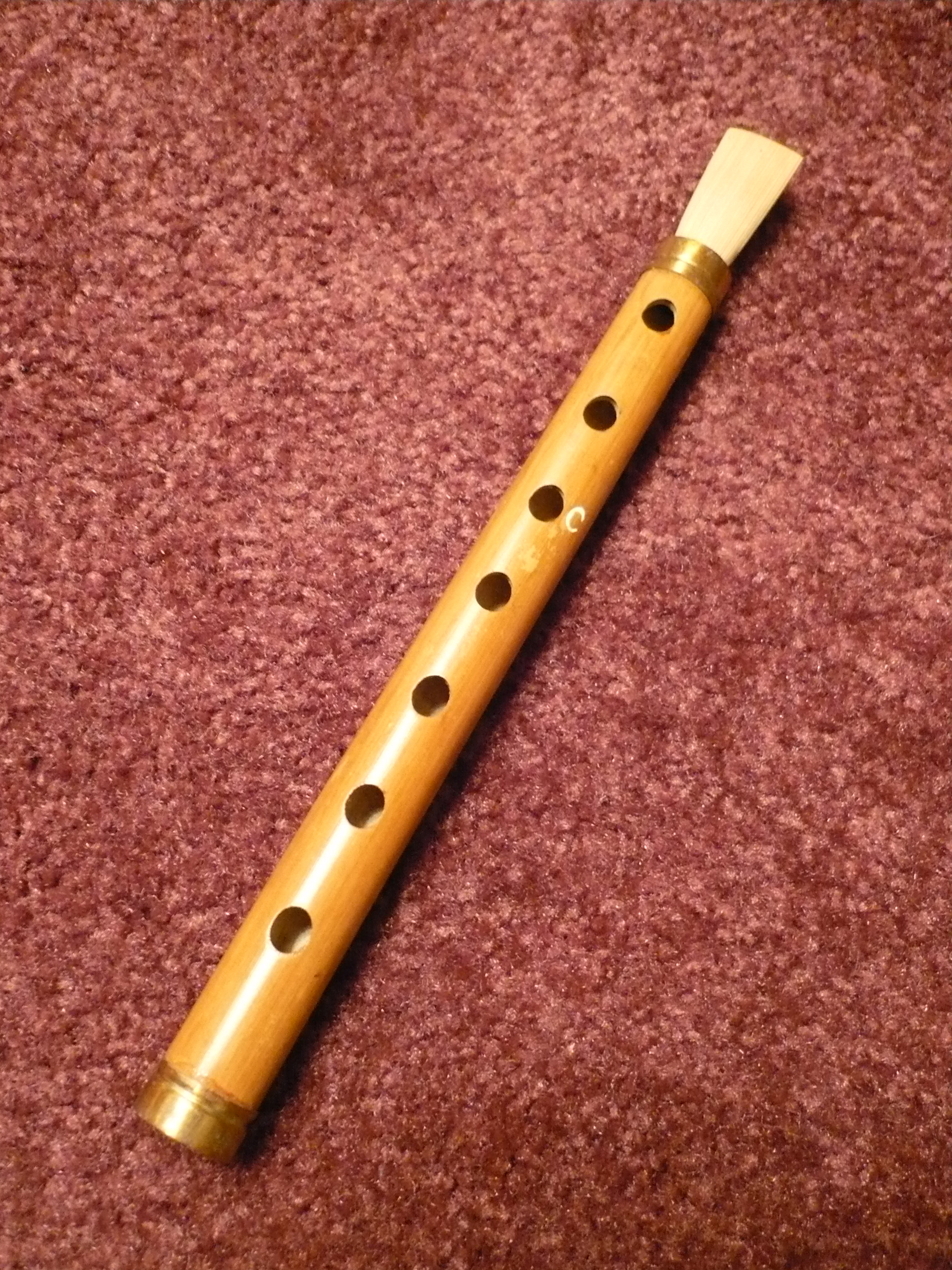
Un petit houguan cantonès en Do

El guan consisteix en un tub cilíndric curt fet de fusta dura del nord de la Xina, on l'instrument és anomenat bili. A la regió xinesa de Guangdong, al sud, és fet de bambú i s'anomena houguan (literalment "gola guan"). En els seus inicies només el solien utilitzar els venedors ambulants però a poc a poc s'incorporà a l'òpera cantonesa, als anys 1920. A partir del 19150 es va fer popular per tot Guangdong, les mides es feren més grans i es desenvolupa l'instrument. Els guans fets de fusta dura requereixen una canya també dura, i els de bamú una de tova.
Un instrument anomenat ah-bó-ta̍t-á (鸭母哒仔), o͘-ta̍t-á (烏笛仔), o Táiwān guǎn (台湾管), similar al houguan, també es troba a Taiwan. Arxivat 2009-03-12 a Wayback Machine. Aquest guan taiwanès sovint s'utilitza a l'òpera. Com el houguan cantonès, pot tenir tres mides, cadascuna amb una campana de llautó petita per augmentar el volum del so.
Tradicionalment el guan té set forats de dit a la part superior i un forat pel dit polze al darrere. La longitud d'un guan tradicional varia de les 7 polzades (18 cm) a les 13 polzades (33 cm), o fins a 50 cm per un gran houguan cantonès.
El houguan cantonès pot tenir tres mides: els grans tenen una campana de llautó petita al final. El guanzi del nord té diverses claus. Les dues versions més esteses són la gamma dels soprano, tot i que hi ha també una versió piccolo anomenada "shuangguan" que és encara més petit.
Al llarg del segle XX a la Xina s'ha fet versions més modernes del guan. Aquest guan modernitzat, que pot ser tan llarg com un clarinet occidental, té forats afegits i claus de metall que permeten un rang cromàtic més ampli i una millor interpretació. Aquests instruments són utilitzats principalment en orquestres tradicionals grans. El "guanzi" amb claus normalment s'utilitza en les gammes de tenor i baríton. Tot i que aquests "jiajian" (amb claus) són fets de fusta dura, el seu disseny originat pel houguan i el seu sistema de clau es pot relacionar al sistema de claus del sistema de clarinet Boehm amb una campaana qualsevol com un clarinet o banya anglesa.
Tots els guan tenen una canya gran i ampla d'Arundo, inserit al final superior del tub.
Gammes típiques del guan d'orquestral:
- Petit guan "xiaoguanzi" en Re i Sib (sopranino)
- Mig guan "zhongguanzi" en La, Sol, i Fa (soprano)
- Gran Guan "daguanzi" en Re (alto) sovint cridat el "da Re"
- Keyed Gamma de centre guan "zhongyinguan" en La o Sol (tenor)
- Keyed Gamma baixa guan "diyinguan" en Re (baix)

## Interpretació
A causa de l'avançada tècnica de producció d'harmònics la gamma del guanzi del nord té dues octaves i mitja, mentre que el houguan cantonès (com el de bambú emprat antigament a la Xina) no produeix harmònics, dotant-lo tot just d'una octava. El "jiajian guan" (amb claus) amb l'adaptació del registre de clarinets pot arribar a una extensió gairebé de 4 octaves. El guan ha estat utilitzat en una varietat de contextos musicals al llarg de la seva història, sovint com a instrument solista per a evocar tristesa. Això és en gran part gràcies al joc de la tècnica, que inclou l'ús expressiu de vibratos i corbes de to ample.
El guan és bastant difícil de tocar, en gran part per la dificultat de controlar l'embocadura. Un refrany xinès diu que "el sheng (orgue de boca) requereix 100 d'aprenentatge, però el guan en requereix 1.000."

## Intèrprets destacats
- Yang Yuanheng (1894–1959)
- Hu Zhihou (胡志厚)
- Wu Xiaozhong (呉暁鐘)
- Bao Jian (鮑健, student of Hu Zhihou)
- Han Lei
- Li Jinwen (b. 1923)
- Liu Zhong
- Shan Wentong
- Lo Wai-leung
- Ren Zhaoliang
- Qin Jitao